# 蒂洛群島

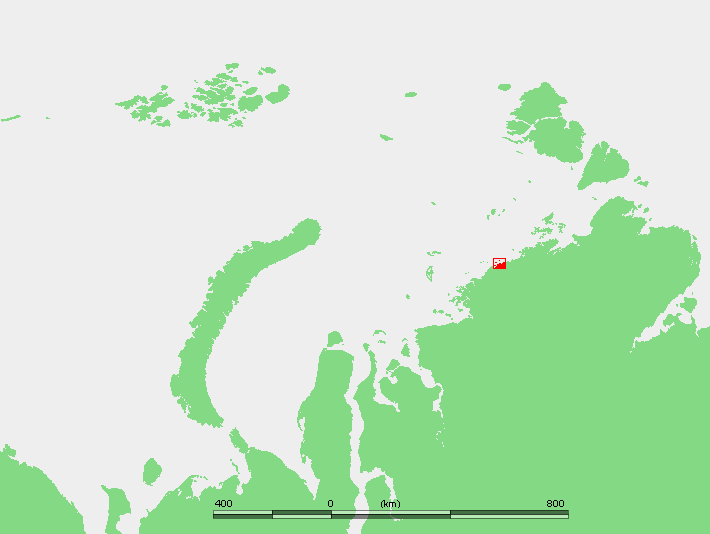

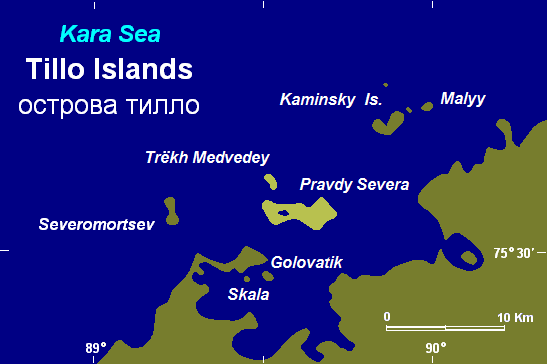

蒂洛群島是俄羅斯的群島，位於卡拉海，距離泰梅爾半島3至4公里，行政方面由克拉斯諾亞爾斯克邊疆區負責管轄，該群島由5個島嶼組成，最高點海拔高度14米。
75°35′N 89°31′E / 75.583°N 89.517°E